# Tonino Vittigli
Tonino Vittigli (ur. 17 czerwca 1964 w Ceprano) – włoski kolarz torowy, srebrny medalista mistrzostw świata.

## Kariera
Największym sukcesem w karierze Tonino Vittigliego było zdobycie srebrnego medalu w wyścigu ze startu zatrzymanego amatorów podczas mistrzostw świata w Lyonie w 1989 roku. W wyścigu tym uległ jedynie Austriakowi Rolandowi Königshoferowi, a bezpośrednio wyprzedził jego brata Thomasa. Był to jedyny medal zdobyty przez Tonino na międzynarodowej imprezie. Nigdy nie startował na igrzyskach olimpijskich.